# Ksar El Rosfa
Ksar El Rosfa, Ksar Lesafri ou Ksar Rousfa est un ksar de Tunisie situé dans le gouvernorat de Tataouine.

## Localisation
Le ksar est situé dans une situation défensive sur un plateau au sud de la vallée de Ghomrassen. Il a une forme carrée mesurant environ cent mètres de côté.
Une antenne de transmission audiovisuelle se trouve dans la cour.

## Histoire
Le site est assez récent, Kamel Laroussi évoquant une fondation vers 1920.

## Aménagement
Le ksar compte 115 ghorfas dont vingt en ruine, le tout étant réparti majoritairement sur un étage (seules cinq ghorfas se répartissent sur deux étages).
Ce ksar rural, caractérisé par sa large cour pour le bétail, est en bon état et certaines ghorfas sont toujours utilisées pour du stockage.